# Community Land Trust
 (octobre 2015).
Si vous disposez d'ouvrages ou d'articles de référence ou si vous connaissez des sites web de qualité traitant du thème abordé ici, merci de compléter l'article en donnant les références utiles à sa vérifiabilité et en les liant à la section « Notes et références ».
Pour les articles homonymes, voir CLT.
Un Community Land Trust, appelé en droit français organisme foncier solidaire, est une personne morale à but non lucratif ayant pour objet de détenir la propriété de terrains sur lesquels des logements sont bâtis. De cette manière, les coûts y demeurent abordables, et inférieurs au prix du marché.

## Principes de fonctionnement
Né aux États-Unis dans les années 1970, le modèle de Community Land Trust a connu un certain succès et s'exporte, notamment depuis les crises du logement des années 2000, dans différents pays d'Europe. Le principe est celui de la dissociation entre la propriété foncière et la propriété du bâti. Le Community Land trust est créé spécifiquement pour détenir les terrains sur lesquels seront construits des logements. Les propriétaires de ces logements, quant à eux, ne sont propriétaires que des murs, mais sont locataires du terrain, et bénéficient d'un droit d'usage par le biais d'un bail long de type bail emphytéotique ou bail rechargeable. L'acquisition du logement n'impliquant plus l'acquisition du terrain, souvent très cher dans les villes ou ce type de dispositifs est mis en place, le coût du logement est nettement moins élevé que le prix du marché. 
Le bail autorisant les propriétaires à détenir un bien et à l'occuper sur le terrain est assorti de conditions restrictives limitant ou encadrant les possibilités de générer une plus-value à la revente, par un mécanisme de calcul déterminé à l'avance. Les acquéreurs ou les héritiers, contraints de souscrire un nouveau bail pour pouvoir être propriétaires d'un logement sur le terrain, sont eux aussi soumis à cette règle d'encadrement du prix de cession, de telle sorte que le logement reste abordable et son prix reste indéfiniment très nettement inférieur au prix du marché.
Le bail peut stipuler d'autres restrictions comme l'obligation pour l'acquéreur de faire du logement sa résidence principale (interdiction de location) et déterminer des critères sociaux restreignant l'accès à ce dispositif (primo accession, plafond de ressources...).
Le Community Land Trust modifie en profondeur l'impact des subventions et financements publics pour la construction de logements abordables. L'aide à la pierre vient en effet aider le constructeur et atténuer le coût pour le premier acquéreur, mais celui-ci peut revendre son logement au prix du marché. L'aide à l'accession est lié à une seule acquisition par un ménage, et devra être versée à nouveau par un ménage suivant qui devrait racheter le même bien au prix du marché. Le système de Community Land Trust lie l'aide publique au terrain et a un impact perpétuel sur le prix des logements construits sur cette emprise foncière, compte tenu des mécanismes de restriction du prix de revente.

## Transcription en droit français
Cette organisation modifie considérablement l'approche de la propriété privée de son logement, en particulier en France et en Europe ou l'héritage du Code Civil napoléonien lie étroitement la propriété du sol et la propriété du bâti. Toutefois, des adaptations législatives ont été adoptées en France pour que ce modèle d'accès au logement puisse se développer. La loi Accès au Logement et Urbanisme Rénové (ALUR) du 24 mars 2014 a ainsi créé les Organismes Fonciers Solidaires, transposition du modèle de Community Land Trust. La loi pour la croissance, l'activité et l'égalité des chances économiques (dite Macron) du 6 août 2015 a complété les adaptations juridiques en créant un bail réel solidaire permettant de se dégager de certaines contraintes liées au droit des contrats, notamment la limite de 99 ans aux baux emphytéotiques.